# Christopher Chessun
Christopher Thomas James Chessun (né le 5 août 1956) est un évêque anglican britannique. Depuis 2011, il est évêque de Southwark dans l'Église d'Angleterre .

## Jeunesse et éducation
Chessun est un jumeau et est né le 5 août 1956 . Il fait ses études à la Hampton School, une école indépendante pour garçons à Londres. Il étudie l'histoire moderne à l'University College d'Oxford et obtient un baccalauréat ès arts (BA) en 1978 : selon la tradition, son BA est promu au grade de maîtrise ès arts (MA Oxon) en 1982 . Il se forme pour l'ordination à Westcott House, Cambridge, tout en étudiant la théologie à Trinity Hall, Cambridge.

## Ministère ordonné
Fait diacre à Petertide 1983 (3 juillet) par Conrad Meyer, évêque de Dorchester, à l'abbaye de Dorchester et ordonné prêtre le Petertide suivant (1er juillet 1984) par Patrick Rodger, évêque d'Oxford, à Christ Church Cathedral, Oxford, il est curaties à St Michael and All Angels Sandhurst et St Mary's Portsea  et est ensuite successivement aumônier à la Cathédrale Saint-Paul de Londres, recteur de St Dunstan's, Stepney, archidiacre de Northolt (2001–2005).
En 2005, il est nommé évêque de Woolwich, évêque régional du diocèse de Southwark. Il est consacré évêque le 21 avril 2005. Il est un ardent défenseur des liens avec les églises à l'étranger .
Ayant servi comme évêque de la région pendant plus de cinq ans, sa nomination comme évêque de Southwark est confirmée devant une congrégation à St Mary-le-Bow, Cheapside le 17 janvier 2011 . Son intronisation à la cathédrale de Southwark a lieu le 6 mars 2011 .
En mars 2011, il commence le ministère public en tant que 10e évêque de Southwark. Il est un ardent défenseur du système paroissial en tant que moyen le plus efficace de présence de l'Église et d'engagement dans la vie des communautés locales, notamment la nécessité de proclamer l'Évangile à nouveau au milieu des changements rapides de la vie de l'Église et de la communauté. En tant qu'évêque de Southwark, sa résidence est Bishop's House, Streatham.
Chessun est également l'évêque principal pour la vie urbaine et la foi de l'Église d'Angleterre. Cela lui offre la possibilité de contribuer aux débats et discussions sur l'importance de la contribution des Églises aux politiques urbaines et publiques au sein de la société. En 2012, un certain nombre d'évangéliques le critiquent pour la nomination de catholiques libéraux dans son équipe de direction .